# Male Srakane

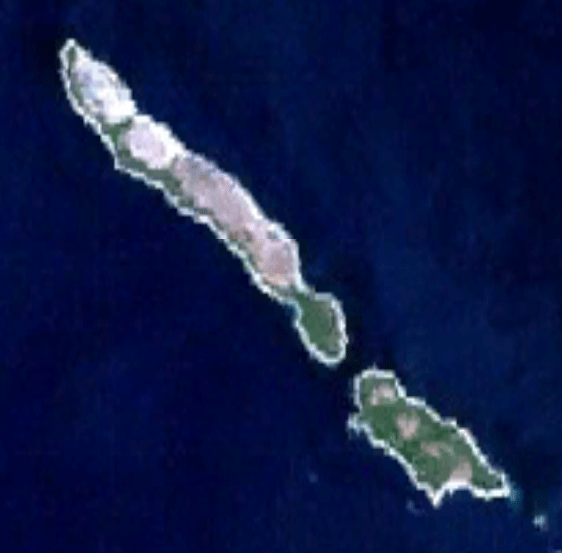
Hình ảnh vệ tinh của Vele Srakane (lớn hơn) và Male Srakane (nhỏ hơn)

Male Srakane là một hòn đảo thuộc lãnh thổ Croatia trên biển Adriatic, nằm giữa Lošinj, Unije và Susak, ngay phía Nam của Vele Srakane. Trong thời kỳ đế quốc Áo-Hung hai hòn đảo được gọi là Klein- und Gross-Kanidol.

## Dân cư
Theo thống kê dân số hiện tại, đảo chỉ có hai người, cư trú tạm thời trên đảo vào mùa hè. Người dân trước đây kiếm sống bằng đánh bắt và nông nghiệp. Vào những năm 1940 – 1950, có khoảng 30 người kiếm sống trên đảo và đến năm 1960 thì chỉ còn hai người phụ nữ trên đảo. Hai cư dân sống trên đảo không phải là dân gốc.